# Mesochorus neglectus
Mesochorus neglectus är en stekelart som beskrevs av Dasch 1974. Mesochorus neglectus ingår i släktet Mesochorus och familjen brokparasitsteklar. Inga underarter finns listade i Catalogue of Life.